# Carvalho-dourado
O carvalho-dourado (Quercus alnifolia Poech, λατζιά (no dialeto greco-cipriota)) é uma espécie de carvalho de folha perene do Chipre. Seu nome comum faz referência à cor dourada da parte inferior de suas folhas. Quercus alnifolia pertence à flora endêmica da ilha e sua distribuição é limitada ao complexo geológico vulcânico das Montanhas Troodos. Em fevereiro de 2006, o Parlamento do Chipre elegeu o carvalho-dourado como árvore nacional do país.

## Taxonomia
Quercus alnifolia pertence à seção Cerris, como grande parte das espécies de carvalhos mediterrâneos de folha perene. Hibridizações ocasionais com o carrasco (Quercus coccifera ssp. calliprinos) também foram descritas.

## Descrição Morfológica
O carvalho-dourado é um arbusto bastante ramificado de uma pequena árvore, com altura de até 10 metros. Em função de sua baixa estatura (em relação a outros carvalhos), ele é às vezes citado como o carvalho anão.
Suas folhas são simples, de forma obovada à sub-orbicular com 1,5-6(-10) cm de comprimento e 1-5 (-8) cm de largura, glabras e de cor verde escuro brilhante na parte superior e de um dourado denso ou marrom tomentoso na parte inferior, com margem cerrada e nervatura saliente. Os pecíolos são fortes, com 6-10 (-12) mm de comprimento, e aveludados. As flores são unissexuadas; flores masculinas amarelo-esverdeadas, formando grupos espalhados ou pêndulos na ponta dos galhos; flores femininas axilares, solitárias ou em grupos de 2-3. Frutos são abovados ou subcilíndricos, normalmente cônicos em direção à base com 2-2,5 cm de comprimento e 0,8-1,2 cm de largura, e endocarpo amadeirado e cúpula com escamas fortemente recurvadas.
O Jardim Botânico da Universidade de Lisboa tem um exemplar desta espécie, que produz sementes.

## Distribuição e habitat
Sua distribuição é restrita às Montanhas Troodos, onde cresce em substrato vulcânico a uma altitude de 400 a 1800m. Ocupa habitats secos em associação com o Pinus brutia ou formas densas de maquis em habitas mésicos, caracterizados por solos florestais profundos.

## Importância ecológica e status de conservação
O carvalho-dourado oferece estabilização do solo contra erosão devido sua capacidade de colonizar ladeiras pedregosas e rochosas. Em sua área de distribuição, Quercus alnifolia é a mais importante espécie de folha larga formando florestas, enquanto a maior parte das florestas do Chipre são cobertas por coníferas (Pinus brutia). Presença maciça  de Quercus alnifolia em habitats mésicos modificam consideravelmente as condições de umidade do local e a forma do solos das florestas com humus  tipo "mull", favorecendo a existência de espécies herbáceas esciófilas.
O carvalho-dourado é protegido pela lei florestal do Chipre, enquanto o habitat tipo "Scrub (vegetação arbustiva aberta) e baixa vegetação florestal Quercus alnifolia (9310)" é um habitat prioritário da Europa (directiva 92/43/EEC). Grandes áreas florestais destas espécies foram sugeridas para serem incluídas na Natura 2000, a rede ecológica da União Europeia.

## Galeria

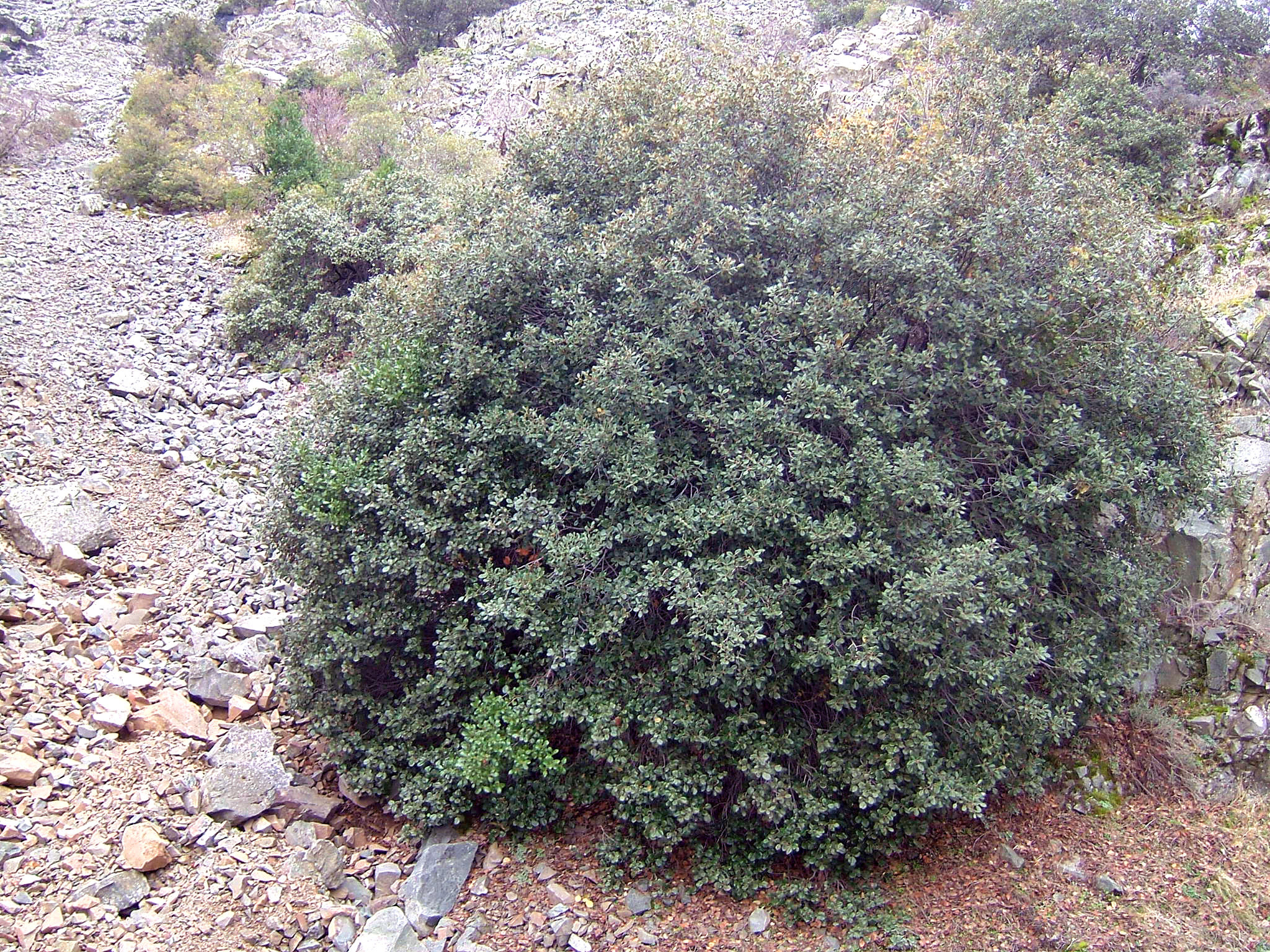
Arbusto de Carvalho Dourado próximo ao pico Kionia nas Montanhas Troodos
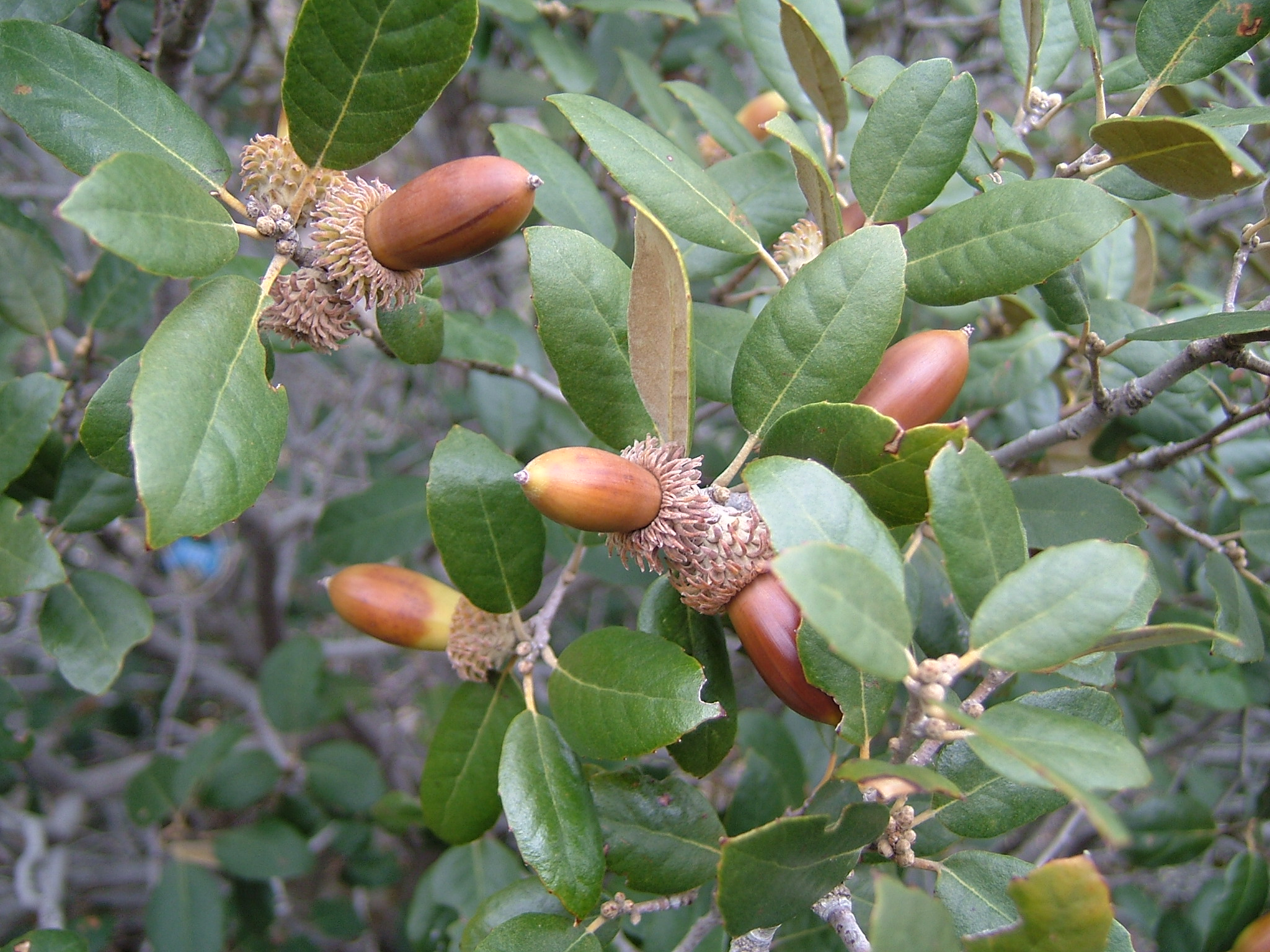
Folhas e bolotas do Carvalho Dourado
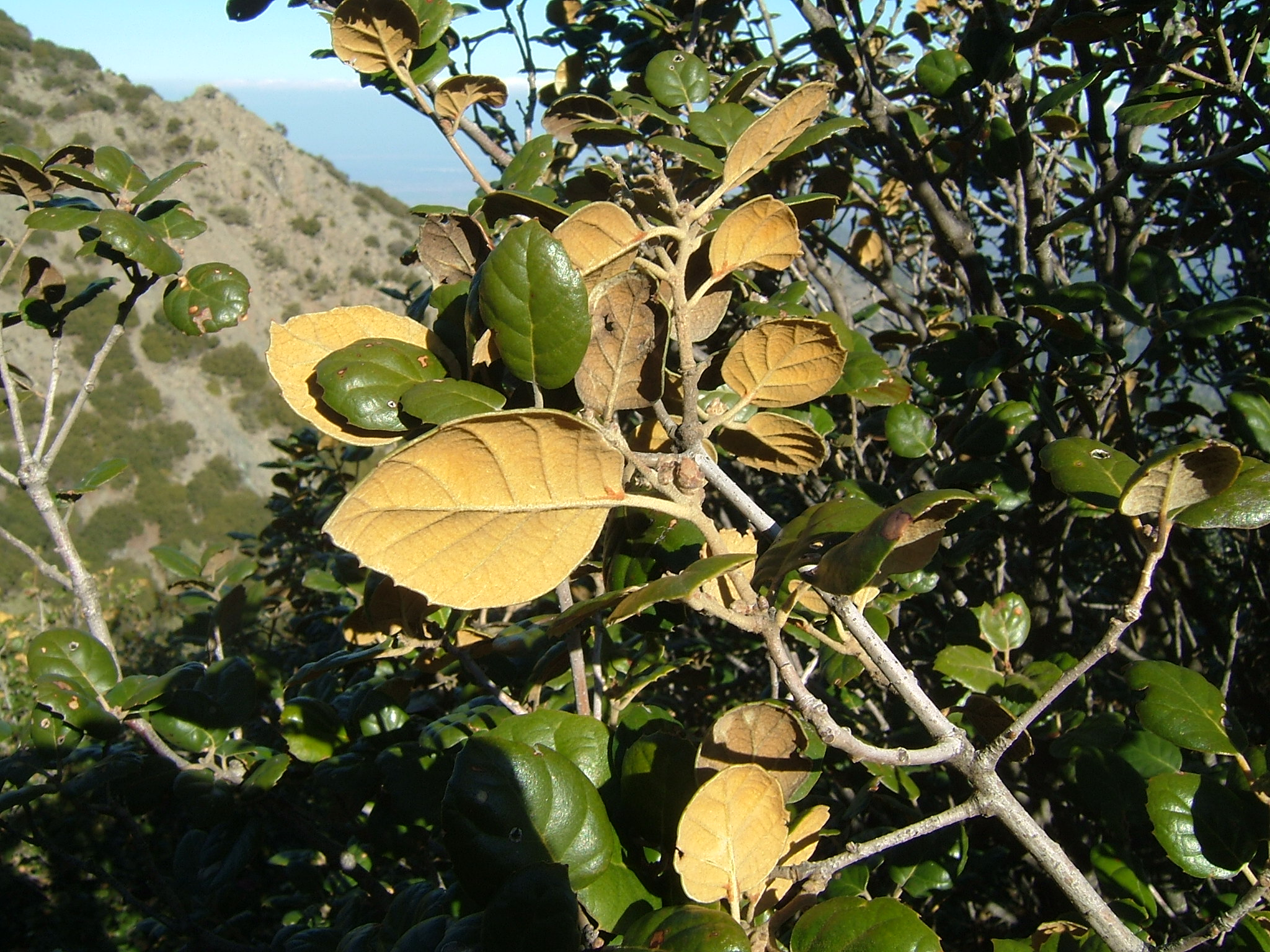
Folhas do Carvalho Dourado
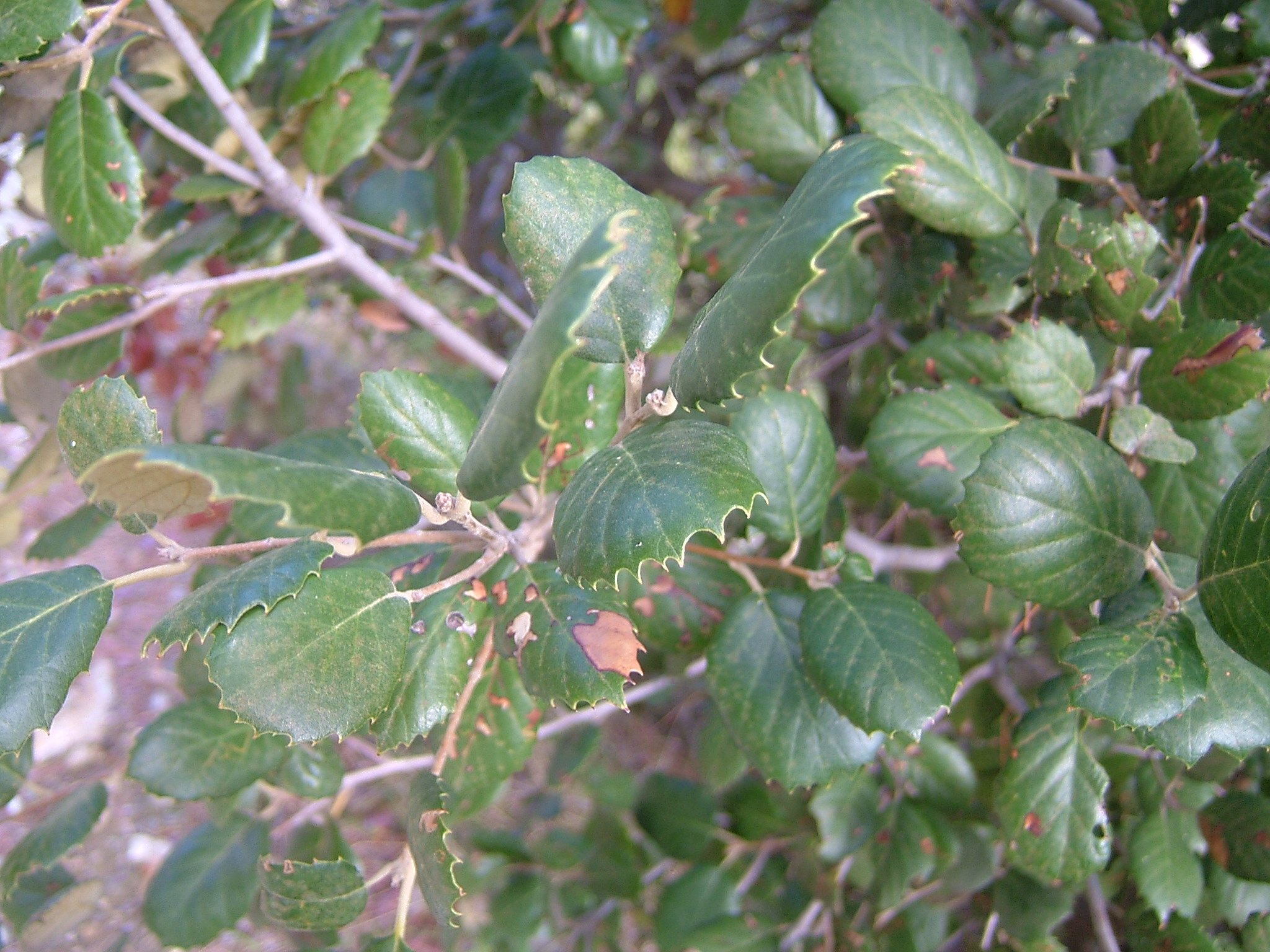
Folhas do Carvalho Dourado
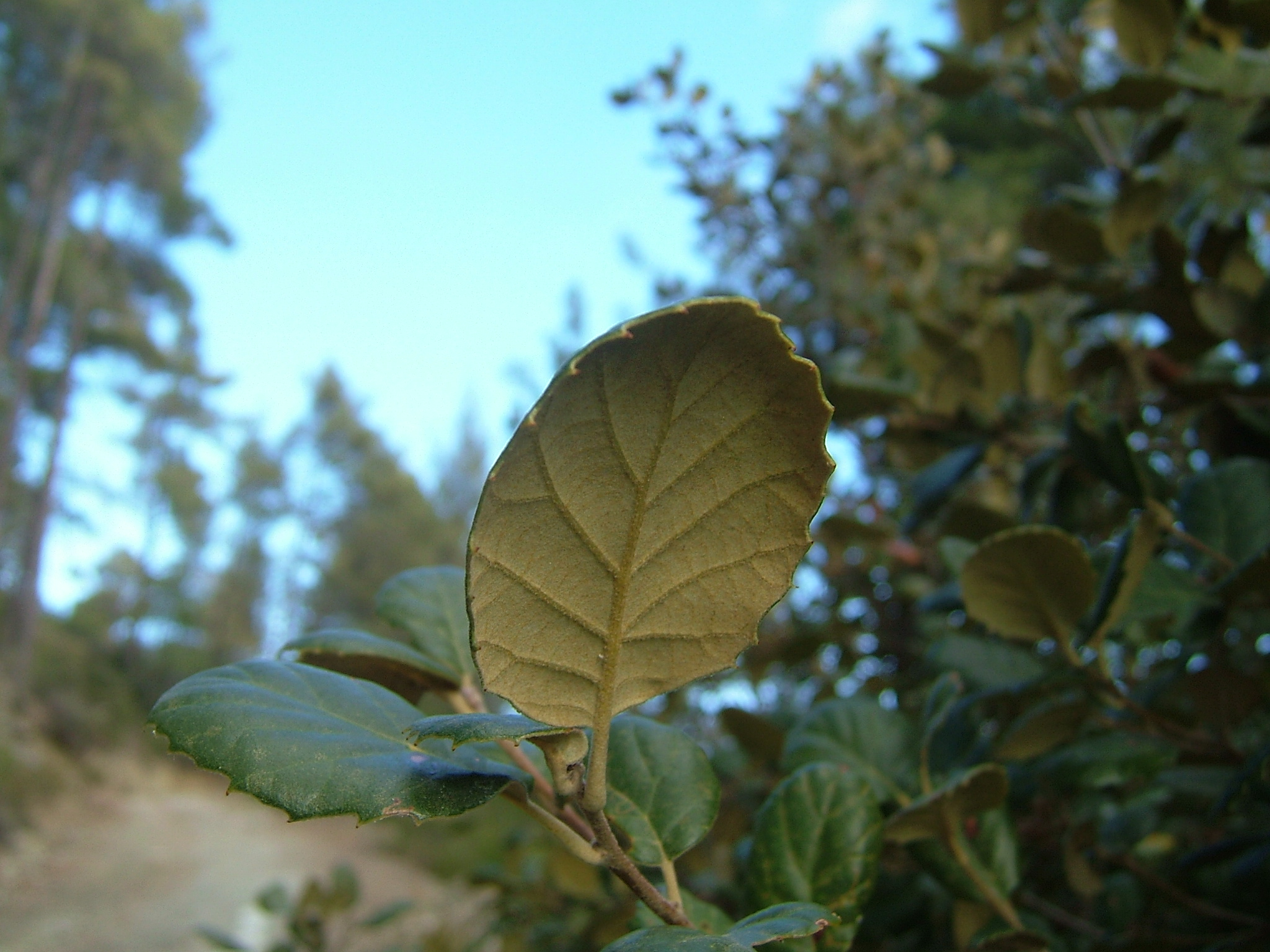
Parte inferior da folha do Carvalho Dourado
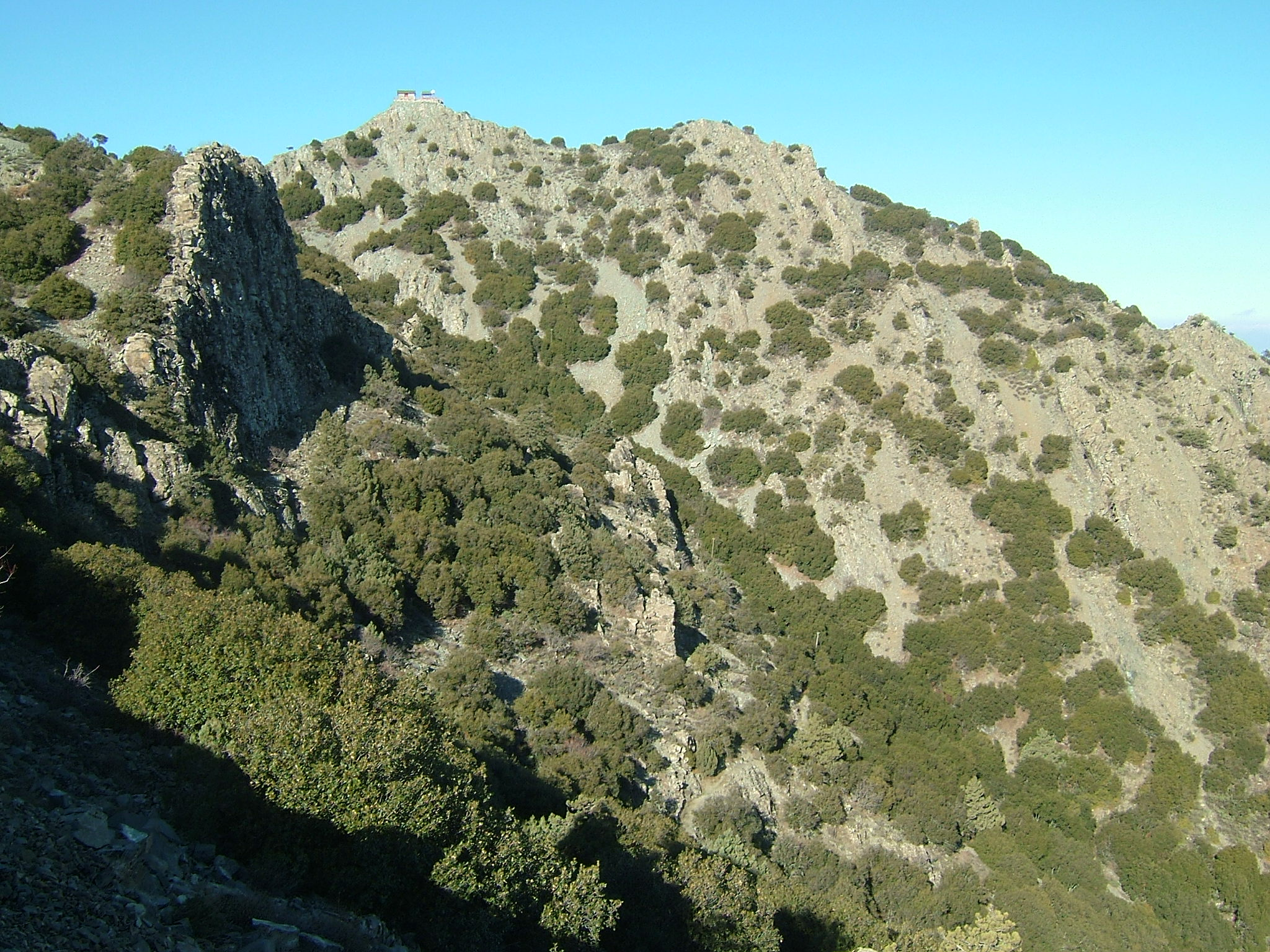
Agrupacoes de Carvalho Dourado próximo ao pico Madari nas Montanhas Troodos
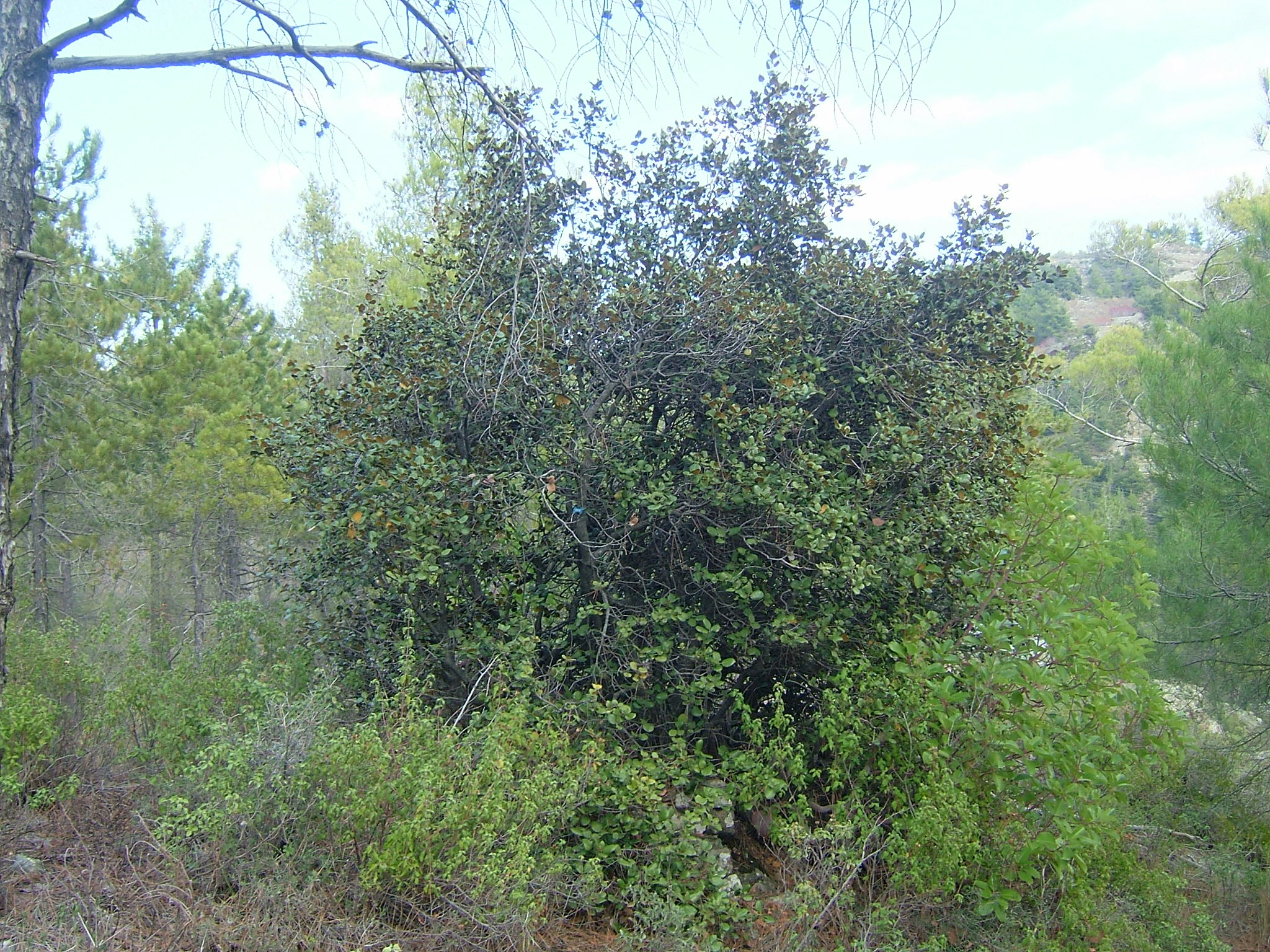
Arbusto de Carvalho Dourado em uma área de pinheiros próximo a Karvounas, Montanhas Troodos